# Mistrzostwa Polski juniorów w tenisie
Mistrzostwa Polski juniorów w tenisie – coroczne zawody tenisowe, których celem jest wyłonienie mistrzów Polski w wieku poniżej 18 lat w konkurencjach gry pojedynczej i podwójnej chłopców oraz dziewcząt, a także w grze mieszanej. Organizatorem zawodów jest Polski Związek Tenisowy.

## Historia
Rozgrywki organizowane są rokrocznie począwszy od 1927 roku, gdy zawodnicy rywalizowali na kortach w Krakowie tylko w konkurencji gry pojedynczej chłopców. Pierwszym juniorskim mistrzem Polski został wtedy Ernest Wittmann. Rok później w Katowicach oprócz gry pojedynczej rozegrano także debla chłopców. W latach 1929, 1931, 1933 i 1945–1947 ponownie miały miejsce wyłącznie zawody singla chłopców, jednak nawet i te zmagania się nie odbyły w 1934 roku, gdy nie osiągnięto minimalnej liczby zgłoszonych do mistrzostw. W latach 1940–1944 mistrzostwa nie odbyły się.
Po raz pierwszy dziewczęta miały okazję uczestniczyć w zawodach w 1948 roku w Warszawie, biorąc udział w zmaganiach gry pojedynczej. Natomiast konkurencje gry podwójnej dziewcząt i gry mieszanej po raz pierwszy przeprowadzono w Zabrzu w 1951 roku. Od tego momentu regularnie rozdawanych jest pięć kompletów medali, a brak poszczególnych konkurencji w programie mistrzostw Polski jest sporadyczny (w 1953 roku nie rozgrywano debla dziewcząt, a w latach 1977 i 1979 – miksta).
W 1949 roku w finale gry podwójnej chłopców, przy prowadzeniu 4:3 przez debel Kwiatek–Żyznowski, gra została przerwana z powodu deszczu, a meczu już nie kontynuowano. Ostatecznie mistrzów – parę Christ–Kozłowski – wskazało losowanie.

## Edycje
Najczęściej, bo trzynastokrotnie mistrzostwa miały miejsce na terenie Sopotu, osiem razy zawody gościły w Katowicach, Krakowie, Poznaniu i Wrocławiu, pięć razy w Bydgoszczy, Warszawie i Zabrzu, trzy – w Szczecinie, dwa razy w Bytomiu, Chorzowie, Lwowie, Opolu i Toruniu oraz po jednym razie w Białymstoku, Bielsku, Chełmku, Częstochowie, Gryfinie, Jeleniej Górze, Kielcach, Legnicy, Łodzi, Opalenicy, Pabianicach, Pile, Piotrkowie Trybunalskim, Radomiu, Sobocie, Stalowej Woli i Zamościu. Do 2022 roku rozegrano 90 edycji.
| Edycja    | Gospodarz                  | Data                       | Korty                                                            |
| --------- | -------------------------- | -------------------------- | ---------------------------------------------------------------- |
| 1927      | Kraków                     | 11–16 sierpnia             | AZS                                                              |
| 1928      | Katowice                   | 6–12 września              | Katowicki Klub Tenisowy                                          |
| 1929      | Poznań                     | 21–28 sierpnia             | AZS                                                              |
| 1930      | Warszawa                   | 27 sierpnia–3 września     | Warszawski Lawn Tennis Klub                                      |
| 1931      | Lwów                       | 25 sierpnia–1 września     | Lwowski Klub Tennisowy                                           |
| 1932      | Kraków                     | 30 sierpnia–6 września     | AZS                                                              |
| 1933      | Katowice                   | 14–19 sierpnia             | Pogoń                                                            |
| 1934      | Poznań                     | 11–18 czerwca              | AZS                                                              |
| 1935      | Warszawa                   | 10–16 czerwca              | Warszawski Lawn Tennis Klub                                      |
| 1936      | Lwów                       | 8–16 czerwca               | Lwowski Klub Tenisowy                                            |
| 1937      | Kraków                     | 14–21 czerwca              | AZS                                                              |
| 1938      | Katowice                   | 14–19 czerwca              | Pogoń                                                            |
| 1939      | Poznań                     | 30 maja–4 czerwca          | AZS                                                              |
| 1940–1944 | mistrzostwa nie odbyły się | mistrzostwa nie odbyły się | mistrzostwa nie odbyły się                                       |
| 1945      | Kraków                     | 12–18 września             | Cracovia                                                         |
| 1946      | Katowice                   | 27 sierpnia–1 września     | Pogoń                                                            |
| 1947      | Sopot                      | 7–13 lipca                 | Miejski Klub Sportowy                                            |
| 1948      | Warszawa                   | 1–6 lipca                  | Legia                                                            |
| 1949      | Bielsko                    | 30 czerwca–4 lipca         | Ogniwo                                                           |
| 1950      | Sopot                      | 17–20 sierpnia             | Ogniwo                                                           |
| 1951      | Zabrze                     | 22–26 sierpnia             | Górnik                                                           |
| 1952      | Opole                      | 7–12 sierpnia              | Budowlani                                                        |
| 1953      | Radom                      | 24–30 sierpnia             | Broń                                                             |
| 1954      | Kraków                     | 18–23 sierpnia             | Ogniwo                                                           |
| 1955      | Wrocław                    | 23–28 sierpnia             | przy Stadionie Olimpijskim                                       |
| 1956      | Szczecin                   | 6–12 sierpnia              | Sparta                                                           |
| 1957      | Opole                      | 13–18 sierpnia             | Budowlani                                                        |
| 1958      | Wrocław                    | 4–10 sierpnia              |                                                                  |
| 1959      | Kraków                     | 3–9 sierpnia               | Cracovia                                                         |
| 1960      | Poznań                     | 2–7 sierpnia               | AZS                                                              |
| 1961      | Zabrze                     | 1–6 sierpnia               | Górnik                                                           |
| 1962      | Sopot                      | 1–5 sierpnia               | SKT                                                              |
| 1963      | Białystok                  | 31 lipca–4 sierpnia        | Śniadecji                                                        |
| 1964      | Zabrze                     | 1–9 sierpnia               | Górnik                                                           |
| 1965      | Bydgoszcz                  | 6–9 sierpnia               | Polonia                                                          |
| 1966      | Sopot                      | 9–14 sierpnia              | SKT                                                              |
| 1967      | Warszawa                   | 9–13 sierpnia              | Agrykola                                                         |
| 1968      | Kraków                     | 29 lipca–4 sierpnia        | Nadwiślan                                                        |
| 1969      | Wrocław                    | 1–6 sierpnia               | przy Stadionie Olimpijskim                                       |
| 1970      | Sopot                      | 6–9 sierpnia               | SKT                                                              |
| 1971      | Katowice                   | 20–28 lipca                | GKS Katowice                                                     |
| 1972      | Szczecin                   | 2–6 sierpnia               | SKT                                                              |
| 1973      | Toruń                      | 1–5 sierpnia               | Start Wisła                                                      |
| 1974      | Sopot                      | 29 lipca–4 sierpnia        | SKT                                                              |
| 1975      | Toruń                      | 28 lipca–3 sierpnia        | Start Wisła                                                      |
| 1976      | Warszawa                   | 21–25 sierpnia             | Legia                                                            |
| 1977      | Sopot                      | 22–26 sierpnia             | SKT                                                              |
| 1978      | Szczecin                   | 23–27 sierpnia             | SKT                                                              |
| 1979      | Bydgoszcz                  | 25–29 lipca                | Polonia                                                          |
| 1980      | Katowice                   | 17–24 czerwca              |                                                                  |
| 1981      | Chorzów                    | 25–30 sierpnia             | Budowlani                                                        |
| 1982      | Sopot                      | 26 sierpnia–1 września     | SKT                                                              |
| 1983      | Jelenia Góra               | 14–21 sierpnia             | Spartakus                                                        |
| 1984      | Wrocław                    | 28 sierpnia–2 września     | KKT                                                              |
| 1985      | Poznań                     | 26–31 sierpnia             | GKS Olimpia                                                      |
| 1986      | Piotrków Trybunalski       | 7–14 sierpnia              | MOSiR                                                            |
| 1987      | Chełmek                    | 17–23 sierpnia             | KS Chełmek                                                       |
| 1988      | Piła                       | 1–6 sierpnia               | MOSiR i WOSS                                                     |
| 1989      | Kielce                     | 1–6 sierpnia               | TS Tęcza                                                         |
| 1990      | Gryfino                    | 11–16 lipca                | Energetyk                                                        |
| 1991      | Katowice                   | 13–18 sierpnia             | Giszowieckie TT                                                  |
| 1992      | Katowice                   | 17–22 sierpnia             | Giszowieckie TT                                                  |
| 1993      | Sopot                      | 10–14 sierpnia             | SKT                                                              |
| 1994      | Łódź                       | 23–27 sierpnia             | MKT                                                              |
| 1995      | Poznań                     | 11–16 lipca                | TS Olimpia                                                       |
| 1996      | Bydgoszcz                  | 13–18 sierpnia             | BKS Polonia                                                      |
| 1997      | Kraków                     | 18–24 lipca                | KS Nadwiślan, KS Wawel, KS Alka, Krakowskie Towarzystwo Tenisowe |
| 1998      | Bydgoszcz                  | 5–12 września              | BKS Polonia                                                      |
| 1999      | Poznań                     | 1–5 września               | TS Olimpia                                                       |
| 2000      | Poznań                     | 30 sierpnia–3 września     | TS Olimpia                                                       |
| 2001      | Opalenica                  | 15–20 lipca                | KS Promień Opalenica                                             |
| 2002      | Bydgoszcz                  | 14–19 lipca                | BKS Polonia                                                      |
| 2003      | Zamość                     | 13–18 lipca                | KT Return                                                        |
| 2004      | Poznań                     | 10–16 lipca                | AZS                                                              |
| 2005      | Pabianice                  | 10–16 lipca                | Pabianicki KT                                                    |
| 2006      | Zabrze                     | 17–21 lipca                | KS Mostostal                                                     |
| 2007      | Zabrze                     | 16–20 lipca                | KS Mostostal                                                     |
| 2008      | Wrocław                    | 12–18 lipca                |                                                                  |
| 2009      | Częstochowa                | 11–17 lipca                | Victoria                                                         |
| 2010      | Sopot                      | 11–16 lipca                | SKT                                                              |
| 2011      | Wrocław                    | 10–15 lipca                |                                                                  |
| 2012      | Bytom                      | 10–15 lipca                | Górnik                                                           |
| 2013      | Legnica                    | 9–14 lipca                 | Sinet Klub                                                       |
| 2014      | Sopot                      | 8–13 lipca                 | SKT                                                              |
| 2015      | Sopot                      | 7–12 lipca                 | SKT                                                              |
| 2016      | Sopot                      | 14–19 czerwca              | Sopot Tenis Klub                                                 |
| 2017      | Chorzów                    | 10–16 czerwca              | Sport Park Budowlani                                             |
| 2018      | Bytom                      | 8–13 lipca                 | Górnik                                                           |
| 2019      | Sobota                     | 17–23 czerwca              | POZ BRUK Sobota                                                  |
| 2020      | Wrocław                    | 28 czerwca–4 lipca         | KKT                                                              |
| 2021      | Stalowa Wola               | 13–19 czerwca              | MKT                                                              |
| 2022      | Wrocław                    | 3–8 lipca                  | Come-on Tennis Club Wrocław                                      |

## Zwycięzcy
| Rok       | Gra pojedyncza chłopców    | Gra pojedyncza dziewcząt   | Gra podwójna chłopców                      | Gra podwójna dziewcząt                     | Gra mieszana                             |
| --------- | -------------------------- | -------------------------- | ------------------------------------------ | ------------------------------------------ | ---------------------------------------- |
| 1927      | Ernest Wittmann            | Nie rozegrano              | Nie rozegrano                              | Nie rozegrano                              | Nie rozegrano                            |
| 1928      | Witold Horain              | Nie rozegrano              | Zygmunt Czyżowski Witold Horain            | Nie rozegrano                              | Nie rozegrano                            |
| 1929      | Zygmunt Czyżowski          | Nie rozegrano              | Nie rozegrano                              | Nie rozegrano                              | Nie rozegrano                            |
| 1930      | Karol Altschueller         | Nie rozegrano              | Karol Altschueller Jan Małcużyński         | Nie rozegrano                              | Nie rozegrano                            |
| 1931      | Samsch Hollaender          | Nie rozegrano              | Nie rozegrano                              | Nie rozegrano                              | Nie rozegrano                            |
| 1932      | Kazimierz Tarłowski        | Nie rozegrano              | Zbigniew Bełdowski Walenty Bratek          | Nie rozegrano                              | Nie rozegrano                            |
| 1933      | Czesław Spychała           | Nie rozegrano              | Nie rozegrano                              | Nie rozegrano                              | Nie rozegrano                            |
| 1934      | Nie rozegrano              | Nie rozegrano              | Nie rozegrano                              | Nie rozegrano                              | Nie rozegrano                            |
| 1935      | Czesław Spychała           | Nie rozegrano              | Jerzy Gottschalk Jan Strzelecki            | Nie rozegrano                              | Nie rozegrano                            |
| 1936      | Leon Kończak               | Nie rozegrano              | Jerzy Gottschalk Jan Strzelecki            | Nie rozegrano                              | Nie rozegrano                            |
| 1937      | Ksawery Tłoczyński         | Nie rozegrano              | Władysław Borowczak Ksawery Tłoczyński     | Nie rozegrano                              | Nie rozegrano                            |
| 1938      | Władysław Skonecki         | Nie rozegrano              | Jan Chytrowski Władysław Skonecki          | Nie rozegrano                              | Nie rozegrano                            |
| 1939      | Eryk Ślusarz               | Nie rozegrano              | Henryk Sioda Bohdan Tomaszewski            | Nie rozegrano                              | Nie rozegrano                            |
| 1940–1944 | Mistrzostwa nie odbyły się | Mistrzostwa nie odbyły się | Mistrzostwa nie odbyły się                 | Mistrzostwa nie odbyły się                 | Mistrzostwa nie odbyły się               |
| 1945      | Zygmunt Rosada             | Nie rozegrano              | Nie rozegrano                              | Nie rozegrano                              | Nie rozegrano                            |
| 1946      | Zygmunt Krzyżanowski       | Nie rozegrano              | Nie rozegrano                              | Nie rozegrano                              | Nie rozegrano                            |
| 1947      | Romuald Kudliński          | Nie rozegrano              | Nie rozegrano                              | Nie rozegrano                              | Nie rozegrano                            |
| 1948      | Jan Radzio                 | Krystyna Kubalanka         | Romuald Kudliński Jan Radzio               | Nie rozegrano                              | Nie rozegrano                            |
| 1949      | Ryszard Christ             | Krystyna Kubalanka         | Ryszard Christ Jerzy Kozłowski             | Nie rozegrano                              | Nie rozegrano                            |
| 1950      | Andrzej Licis              | Zuzanna Ryczkówna          | Andrzej Licis Teofil Kulawik               | Nie rozegrano                              | Nie rozegrano                            |
| 1951      | Teofil Kulawik             | Zuzanna Ryczkówna          | Janusz Łuckiewicz Marek Sawaszkiewicz      | Lidia Licisówna Zuzanna Ryczkówna          | Krystyna Kubalanka Marek Sawaszkiewicz   |
| 1952      | Henryk Wilczek             | Barbara Panasiuk           | Gerard Dietrich Henryk Wilczek             | Lidia Licisówna Zuzanna Ryczkówna          | Zuzanna Ryczkówna Henryk Wilczek         |
| 1953      | Hubert Majewski            | Krystyna Gerigkówna        | Gerard Dietrich Wiesław Gąsiorek           | Nie rozegrano                              | Krystyna Gerigkówna Janusz Łuckiewicz    |
| 1954      | Hubert Majewski            | Barbara Panasiuk           | Wiesław Gąsiorek Ryszard Roszkiewicz       | Barbara Dańda Krystyna Filipówna           | Barbara Panasiuk Hubert Majewski         |
| 1955      | Andrzej Zennegg            | Krystyna Filipówna         | Tadeusz Hadrych Michał Nowicki             | Barbara Dańda Ewa Fogelman                 | Krystyna Filipówna Michał Nowicki        |
| 1956      | Andrzej Zennegg            | Barbara Dańda              | Józef Białecki Andrzej Zennegg             | Barbara Dańda Krystyna Szerankowska        | Barbara Dańda Andrzej Zennegg            |
| 1957      | Andrzej Faruzel            | Maria Dowborówna           | Zbigniew Lutkowski Maciej Rogoziński       | Wanda Krystówna Krystyna Żmijanka          | Krystyna Żmijanka Witold Trytko          |
| 1958      | Piotr Jamroz               | Krystyna Żmijanka          | Piotr Jamroz Andrzej Jopkiewicz            | Wanda Krystówna Krystyna Żmijanka          | Krystyna Popławska Piotr Jamroz          |
| 1959      | Witold Joachimowski        | Teresa Skórkówna           | Wielisław Nowicki Andrzej Szary            | Wanda Krystówna Teresa Skórkówna           | Ewa Nowopolska Wielisław Nowicki         |
| 1960      | Wielisław Nowicki          | Hanna Kucharska            | Wiesław Biełanowicz Eryk Bratek            | Hanna Kunertówna Teresa Skórkówna          | Barbara Ryziewicz Wielisław Nowicki      |
| 1961      | Wiesław Biełanowicz        | Danuta Makulska            | Mieczysław Kubaty Roman Prystrom           | Alicja Sowianka Danuta Wieczorkówna        | Danuta Wieczorkówna Wiesław Biełanowicz  |
| 1962      | Tadeusz Nowicki            | Danuta Makulska            | Edward Gawłowski Mieczysław Kubaty         | Danuta Wieczorkówna Alina Zdunówna         | Danuta Makulska Mieczysław Kubaty        |
| 1963      | Tadeusz Nowicki            | Danuta Wieczorkówna        | Tadeusz Nowicki Ryszard Rosiński           | Danuta Makulska Danuta Wieczorkówna        | Danuta Makulska Tadeusz Nowicki          |
| 1964      | Bronisław Lewandowski      | Danuta Wieczorkówna        | Andrzej Andrzejewski Bronisław Lewandowski | Ilona Fudalówna Danuta Wieczorkówna        | Ilona Fudalówna Konrad Fudala            |
| 1965      | Bronisław Lewandowski      | Danuta Wieczorkówna        | Bronisław Lewandowski Czesław Szewczyk     | Barbara Kralówna Danuta Wieczorkówna       | Alina Zdunówna Bronisław Lewandowski     |
| 1966      | Mirosław Chmela            | Barbara Kralówna           | Andrzej Czapracki Krzysztof Juchnicki      | Ilona Fudalówna Alina Zdunówna             | Ilona Fudalówna Krzysztof Juchnicki      |
| 1967      | Witold Meres               | Jolanta Rozalanka          | Andrzej Kidoń Jerzy Lewandowski            | Ewa Garbaczówna Jolanta Rozalanka          | Ewa Garbaczówna Witold Meres             |
| 1968      | Witold Meres               | Krystyna Pilżyc            | Jerzy Lewandowski Jacek Niedźwiedzki       | Elżbieta Ciepka Grażyna Torowska           | Jolanta Rozala Witold Meres              |
| 1969      | Jacek Niedźwiedzki         | Elżbieta Ciepka            | Andrzej Nawrocki Jacek Niedźwiedzki        | Hanna Mogilnicka Jolanta Rozala            | Jolanta Rozala Wojciech Fibak            |
| 1970      | Wojciech Fibak             | Jolanta Rozala             | Janusz Gąsior Andrzej Tyro                 | Monika Banaszak Jolanta Rozala             | Jolanta Rozala Wojciech Fibak            |
| 1971      | Romuald Szczepanik         | Wanda Rybarczyk            | Janusz Gąsior Andrzej Tyro                 | Ewa Bruchman Wanda Rybarczyk               | Barbara Dyrda Janusz Gąsior              |
| 1972      | Romuald Szczepanik         | Elżbieta Ślesicka          | Krzysztof Kidoń Romuald Szczepanik         | Bożena Para Małgorzata Rejdych             | Małgorzata Rejdych Jerzy Jasiński        |
| 1973      | Zbigniew Górszczak         | Małgorzata Rejdych         | Zbigniew Górszczak Jerzy Jasiński          | Paulina Kajetanowicz Małgorzata Rejdych    | Małgorzata Rejdych Jerzy Jasiński        |
| 1974      | Zenon Rode                 | Małgorzata Rejdych         | Jan Denisiewicz Zenon Rode                 | Paulina Kajetanowicz Małgorzata Rejdych    | Małgorzata Rejdych Zenon Rode            |
| 1975      | Dariusz Wieczorek          | Małgorzata Rejdych         | Marek Górny Dariusz Wieczorek              | Paulina Kajetanowicz Małgorzata Rejdych    | Małgorzata Rejdych Dariusz Kotulski      |
| 1976      | Maciej Zoga                | Judyta Słaboszewska        | Mirosław Najfeld Witold Osoliński          | Paulina Kajetanowicz Marzenna Sieracka     | Judyta Słaboszewska Michał Niemiec       |
| 1977      | Michał Niemiec             | Marzenna Sieracka          | Robert Brzozowski Jarosław Krajowski       | Urszula Chmielnicka Marzenna Sieracka      | Nie rozegrano                            |
| 1978      | Wacław Jarek               | Dorota Dziekońska          | Alfred Chrobok Wacław Jarek                | Dorota Dziekońska Gabriela Jarosz          | Marzenna Sieracka Andrzej Jagielski      |
| 1979      | Tomasz Garliński           | Dorota Dziekońska          | Piotr Benski Bogdan Hrones                 | Barbara Gardynik Iwona Kuczyńska           | Nie rozegrano                            |
| 1980      | Marek Owsianka             | Dorota Dziekońska          | Dariusz Hrynkiewicz Robert Radwański       | Teresa Czekańska Dorota Dziekońska         | Dorota Dziekońska Marek Owsianka         |
| 1981      | Gabriel Kilanowski         | Renata Marcinkowska        | Lech Bieńkowski Andrzej Jagielski          | Monika Lech Katarzyna Ślęczek              | Monika Lech Lech Bieńkowski              |
| 1982      | Waldemar Rogowski          | Monika Waniek              | Michał Lewandowski Waldemar Rogowski       | Jolanta Gawin Katarzyna Ślęczek            | Magdalena Witczak Lech Bieńkowski        |
| 1983      | Tomasz Maliszewski         | Monika Waniek              | Piotr Andrzejeszczak Olgierd Hoffman       | Zofia Maliszewska Małgorzata Serwińska     | Magdalena Witczak Sławomir Kerber        |
| 1984      | Wojciech Kowalski          | Monika Waniek              | Robert Gołębiowski Dariusz Skrzypczak      | Małgorzata Wittwer Ewa Żerdecka            | Beata Gumuła Wojciech Kowalski           |
| 1985      | Wojciech Jamroz            | Monika Waniek              | Marek Kaczyński Maciej Mikita              | Anna Listowska Beata Niedziałek            | Małgorzata Serwińska Wojciech Jamroz     |
| 1986      | Krzysztof Gańszczyk        | Katarzyna Nowak            | Mikołaj Łuczak Szymon Maćkowiak            | Anna Listowska Beata Niedziałek            | Katarzyna Nowak Tomasz Iwański           |
| 1987      | Lech Sidor                 | Katarzyna Nowak            | Maciej Kost Lech Sidor                     | Anna Listowska Beata Niedziałek            | Anna Listowska Lech Sidor                |
| 1988      | Artur Szostaczko           | Magdalena Mróz             | Paweł Domański Marek Harasymowicz          | Sylwia Czopek Katarzyna Smolik             | Sylwia Czopek Bartłomiej Dąbrowski       |
| 1989      | Tomasz Lichoń              | Monika Starosta            | Rafał Rachalewski Robert Wójcik            | Marcela Kowanda Katarzyna Teodorowicz      | Małgorzata Listowska Cezary Zawal        |
| 1990      | Bartłomiej Dąbrowski       | Anna Moll                  | Piotr Baranowski Grzegorz Malawski         | Barbara Hladiak Agata Werblińska           | Małgorzata Suchoń Bartłomiej Kwiatkowski |
| 1991      | Grzegorz Badurowicz        | Barbara Kozyra             | Piotr Baranowski Grzegorz Malawski         | Małgorzata Listowska Małgorzata Suchoń     | Katarzyna Malec Piotr Baranowski         |
| 1992      | Michał Gawłowski           | Karolina Bułat             | Bernard Kaczorowski Adam Skrzypczak        | Karolina Bułat Małgorzata Galicka          | Anna Moll Bernard Kaczorowski            |
| 1993      | Michał Gawłowski           | Karolina Bułat             | Dariusz Bandurowski Michał Gawłowski       | Karolina Bułat Małgorzata Galicka          | Karolina Bułat Michał Gawłowski          |
| 1994      | Łukasz Glasser             | Katarzyna Strączy          | Wojciech Mincberg Marcel Mizerski          | Zuzanna Borucka Ewa Radzikowska            | Monika Kasianiuk Piotr Chmielewski       |
| 1995      | Michał Chmela              | Monika Kasianiuk           | Maciej Domka Piotr Szczepanik              | Monika Gibaszek Monika Kasianiuk           | Dominika Gerwin Michał Chmela            |
| 1996      | Krystian Pfeiffer          | Olga Rejniak               | Filip Anioła Marek Durski                  | Aleksandra Bojzan Marta Jędrzejak          | Paulina Janus Kamil Lewandowicz          |
| 1997      | Maciej Diłaj               | Marta Jędrzejak            | Maciej Diłaj Tomasz Wawrzyniak             | Aleksandra Durska Marlena Maciołek         | Marta Jędrzejak Tomasz Romanowski        |
| 1998      | Jakub Iłowski              | Dorota Żaboklicka          | Mariusz Fyrstenberg Sebastian Rutka        | Monika Schneider Magdalena Wojdyło         | Patrycja Hubl Krzysztof Kwinta           |
| 1999      | Marcin Matkowski           | Monika Schneider           | Marcin Matkowski Sebastian Rutka           | Dagmara Bednarczyk Anna Dolińska           | Dorota Żaboklicka Andrzej Grusiecki      |
| 2000      | Dawid Olejniczak           | Magdalena Tokarska         | Andrzej Grusiecki Radosław Nijaki          | Wioletta Kaczmarek Katarzyna Porada        | Magdalena Wojdyło Łukasz Pelowski        |
| 2001      | Przemysław Leśniewski      | Marta Domachowska          | Wojciech Gawlak Marcin Maszczyk            | Natalia Bzdęga Wioletta Kaczmarek          | Marta Domachowska Michał Piotrowski      |
| 2002      | Przemysław Leśniewski      | Katarzyna Siwosz           | Paweł Diłaj Piotr Diłaj                    | Alicja Rosolska Aleksandra Rosolska        | Alicja Rosolska Dawid Kuczer             |
| 2003      | Piotr Banaś                | Anna Korzeniak             | Piotr Banaś Dawid Celt                     | Anna Korzeniak Katarzyna Mielczarek        | Patrycja Sanduska Jakub Dybała           |
| 2004      | Karol Urbański             | Patrycja Sanduska          | Mateusz Kowalczyk Przemysław Stęc          | Klaudyna Kasztelaniec Agnieszka Radwańska  | Karolina Filipiak Kacper Owsian          |
| 2005      | Błażej Koniusz             | Magdalena Tokarczyk        | Błażej Koniusz Piotr Zieliński             | Dominika Koćwin Alina Orcholska            | Magdalena Tokarczyk Jakub Żurawski       |
| 2006      | Wojciech Starakiewicz      | Katarzyna Piter            | Kacper Procki Wojciech Starakiewicz        | Katarzyna Piter Sylwia Zagórska            | Marta Jeż Marek Mrozek                   |
| 2007      | Szymon Tatarczyk           | Paula Kania                | Paweł Poziomski Szymon Tatarczyk           | Paula Kania Sylwia Zagórska                | Sylwia Zagórska Hubert Gąsiorek          |
| 2008      | Rafał Gozdur               | Sandra Zaniewska           | Bartłomiej Fedyna Rafał Gozdur             | Martyna Darczuk Marika Teledzińska         | Sandra Podolak Tomasz Piekart            |
| 2009      | Maciej Rajski              | Katarzyna Kaleta           | Patryk Janik Marcel Stach                  | Natalia Kozel Sylwia Mikołajczuk           | Katarzyna Kaleta Bartosz Sawicki         |
| 2010      | Wojciech Lutkowski         | Klaudia Gawlik             | Krzysztof Bartosiewicz Marcin Hołowiński   | Natalia Kozel Sylwia Mikołajczuk           | Katarzyna Kaleta Krzysztof Bartosiewicz  |
| 2011      | Arkadiusz Kocyła           | Paulina Lewandowska        | Patryk Pydyszewski Zbyszko Siekierczak     | Zuzanna Maciejewska Bogna Nowicka          | Bogna Nowicka Zbyszko Siekierczak        |
| 2012      | Piotr Łomacki              | Paulina Czarnik            | Kamil Gajewski Szymon Walków               | Justyna Pająk Magdalena Stencel            | Magdalena Stencel Jan Zieliński          |
| 2013      | Kamil Majchrzak            | Magdalena Fręch            | Phillip Gresk Kamil Majchrzak              | Marta Kowalska Katarzyna Pyka              | Iga Odrzywołek Phillip Gresk             |
| 2014      | Mateusz Terczyński         | Wiktoria Kulik             | Michał Dembek Patryk Królik                | Patrycja Maślanka Joanna Zawadzka          | Oliwia Szymczuch Mateusz Smolicki        |
| 2015      | Kacper Żuk                 | Daria Kuczer               | Piotr Matuszewski Kacper Żuk               | Daria Kuczer Wiktoria Kulik                | Constanze Stepan Patryk Królik           |
| 2016      | Piotr Matuszewski          | Daria Kuczer               | Piotr Matuszewski Kacper Żuk               | Daria Kuczer Adrianna Sosnowska            | Oliwia Szymczuch Piotr Śmietana          |
| 2017      | Wojciech Marek             | Anna Hertel                | Tomasz Dudek Daniel Michalski              | Marcelina Podlińska Karolina Wiśniewska    | Adrianna Sosnowska Dawid Taczała         |
| 2018      | Michał Mikuła              | Weronika Falkowska         | Tomasz Dudek Michał Mikuła                 | Laura Duhl Magdalena Hędrzak               | Weronika Falkowska Mikołaj Lorens        |
| 2019      | Mikołaj Lorens             | Weronika Baszak            | Wojciech Kasperski Szymon Kielan           | Zuzanna Szczepańska Aleksandra Wierzbowska | Zuzanna Szczepańska Piotr Pawlak         |
| 2020      | Maks Kaśnikowski           | Rozalia Gruszczyńska       | Piotr Kusiewicz Marcel Politowicz          | Zuzanna Szczepańska Aleksandra Wierzbowska | Laura Duhl Szymon Kielan                 |
| 2021      | Maks Kaśnikowski           | Daria Górska               | Maks Kaśnikowski Aleksander Orlikowski     | Olga Gołaś Xenia Lipiec                    | Anastasia Bozova Aleksander Orlikowski   |
| 2022      | Maciej Kos                 | Ada Piestrzyńska           | Piotr Czaczkowski Gabriel Matuszewski      | Olivia Bergler Zuzanna Frankowska          | Olivia Bergler Nikodem Barcik            |

## Mecze finałowe

### Gra pojedyncza chłopców
| Rok       | Zwycięzca                  | Finalista                  | Wynik                      |
| --------- | -------------------------- | -------------------------- | -------------------------- |
| 1927      | Ernest Wittmann            | Gustaw Weinthal            | 6:1, 6:3                   |
| 1928      | Witold Horain              | Stefan Pohorylles          | 6:2, 6:3                   |
| 1929      | Zygmunt Czyżowski          | Jan Małcużyński            | 6:1, 3:6, 6:4              |
| 1930      | Karol Altschueller         | Samsch Hollaender          | 6:0, 6:1                   |
| 1931      | Samsch Hollaender          | Józef Pfahl                | 6:1, 6:4                   |
| 1932      | Kazimierz Tarłowski        | Zbigniew Bełdowski         | 6:1, 6:3                   |
| 1933      | Czesław Spychała           | Walenty Bratek             | 4:6, 4:2 krecz             |
| 1934      | nie rozegrano              | nie rozegrano              | nie rozegrano              |
| 1935      | Czesław Spychała           | Jerzy Gottschalk           | 6:4, 6:2                   |
| 1936      | Leon Kończak               | Lubomir Czajkowski         | 6:1, 7:9, 6:3              |
| 1937      | Ksawery Tłoczyński         | Jan Strzelecki             | 6:3, 6:1                   |
| 1938      | Władysław Skonecki         | Włodzimierz Olejniszyn     | 6:3, 6:0                   |
| 1939      | Eryk Ślusarz               | Józef Piątek               | 1:6, 6:1, 6:4              |
| 1940–1944 | mistrzostwa nie odbyły się | mistrzostwa nie odbyły się | mistrzostwa nie odbyły się |
| 1945      | Zygmunt Rosada             | Bronisław Fraszewski       | 6:8, 7:5, 7:5              |
| 1946      | Zygmunt Krzyżanowski       | Romuald Kudliński          | 4:6, 6:3, 6:3              |
| 1947      | Romuald Kudliński          | Jan Radzio                 | 4:6, 6:3, 6:3              |
| 1948      | Jan Radzio                 | Romuald Kudliński          | 6:2, 6:4                   |
| 1949      | Ryszard Christ             | Janusz Kwiatek             | 6:1, 6:1                   |
| 1950      | Andrzej Licis              | Henryk Sebrala             | 15:13, 6:3                 |
| 1951      | Teofil Kulawik             | Tadeusz Riedl              | 6:1, 6:0                   |
| 1952      | Henryk Wilczek             | Gerard Dietrich            | 6:4, 5:7, 6:4              |
| 1953      | Hubert Majewski            | Gerard Dietrich            | 6:3, 6:4                   |
| 1954      | Hubert Majewski            | Wiesław Gąsiorek           | 3:6, 6:3, 8:6              |
| 1955      | Andrzej Zennegg            | Janusz Gruszczyński        | 6:1, 6:2                   |
| 1956      | Andrzej Zennegg            | Piotr Jamroz               | 6:1, 10:8                  |
| 1957      | Andrzej Faruzel            | Wojciech Kossin            | 6:1, 6:4                   |
| 1958      | Piotr Jamroz               | Witold Joachimowski        | 6:3, 6:2                   |
| 1959      | Witold Joachimowski        | Zbigniew Ornowski          | 2:6, 6:0, 6:4              |
| 1960      | Wielisław Nowicki          | Roman Prystrom             | 6:3, 6:2                   |
| 1961      | Wiesław Biełanowicz        | Mieczysław Kubaty          | 6:1, 4:6, 6:2              |
| 1962      | Tadeusz Nowicki            | Jarosław Dąbrowski         | 4:6, 6:1, 8:6              |
| 1963      | Tadeusz Nowicki            | Jacek Supryn               | 6:2, 6:2                   |
| 1964      | Bronisław Lewandowski      | Andrzej Andrzejewski       | 6:1, 6:4                   |
| 1965      | Bronisław Lewandowski      | Andrzej Czapracki          | 6:0, 6:3                   |
| 1966      | Mirosław Chmela            | Jacek Niedźwiedzki         | 9:7, 2:6, 6:4              |
| 1967      | Witold Meres               | Mirosław Chmela            | 6:4, 4:6, 6:2              |
| 1968      | Witold Meres               | Jacek Niedźwiedzki         | 5:7, 6:1, 6:2              |
| 1969      | Jacek Niedźwiedzki         | Wojciech Fibak             | 6:4, 6:4                   |
| 1970      | Wojciech Fibak             | Janusz Gąsior              | 6:0, 3:6, 6:2              |
| 1971      | Romuald Szczepanik         | Janusz Gąsior              | 6:4, 6:0                   |
| 1972      | Romuald Szczepanik         | Włodzimierz Turkowski      | 6:1, 6:3                   |
| 1973      | Zbigniew Górszczak         | Jerzy Jasiński             | 7:5, 2:6, 6:3              |
| 1974      | Zenon Rode                 | Dariusz Wieczorek          | 6:2, 6:2                   |
| 1975      | Dariusz Wieczorek          | Witold Osoliński           | 6:0, 6:1                   |
| 1976      | Maciej Zoga                | Michał Niemiec             | 2:6, 6:3, 6:3              |
| 1977      | Michał Niemiec             | Robert Brzozowski          | 6:4, 6:1                   |
| 1978      | Wacław Jarek               | Grzegorz Klak              | 6:2, 6:2                   |
| 1979      | Tomasz Garliński           | Zbigniew Rzepka            | 3:6, 6:2, 6:4              |
| 1980      | Marek Owsianka             | Piotr Serwiński            | 6:2, 6:2                   |
| 1981      | Gabriel Kilanowski         | Waldemar Rogowski          | 6:3, 6:1                   |
| 1982      | Waldemar Rogowski          | Lech Bieńkowski            | 7:6, 6:3                   |
| 1983      | Tomasz Maliszewski         | Wojciech Jamroz            | 7:5, 4:6, 6:2              |
| 1984      | Wojciech Kowalski          | Wojciech Jamroz            | 7:6, 3:6, 6:2              |
| 1985      | Wojciech Jamroz            | Krzysztof Gańszczyk        |                            |
| 1986      | Krzysztof Gańszczyk        | Tomasz Iwański             | 6:7, 6:3, 6:3              |
| 1987      | Lech Sidor                 | Paweł Domański             | 6:1, 6:4                   |
| 1988      | Artur Szostaczko           | Paweł Domański             | 7:5, 6:1                   |
| 1989      | Tomasz Lichoń              | Bartłomiej Kwiatkowski     | 6:4, 6:3                   |
| 1990      | Bartłomiej Dąbrowski       | Adam Skrzypczak            | 6:3, 6:3                   |
| 1991      | Grzegorz Badurowicz        | Adam Skrzypczak            | 6:3, 7:6(6)                |
| 1992      | Michał Gawłowski           | Piotr Żurawiecki           | 6:2, 6:2                   |
| 1993      | Michał Gawłowski           | Wojtek Stasiak             | 6:3, 6:7(6), 6:1           |
| 1994      | Łukasz Glasser             | Jan Marcinkowski           | 7:5, 4:6, 6:4              |
| 1995      | Michał Chmela              | Piotr Szczepanik           | 6:3, 6:0                   |
| 1996      | Krystian Pfeiffer          | Filip Anioła               | 7:6(4), 6:7(1), 6:1        |
| 1997      | Maciej Diłaj               | Tomasz Wawrzyniak          | 6:3, 2:6, 7:5              |
| 1998      | Jakub Iłowski              | Marcin Matkowski           | 6:0, 6:2                   |
| 1999      | Marcin Matkowski           | Sebastian Rutka            | 6:4, 6:4                   |
| 2000      | Dawid Olejniczak           | Tomasz Braniecki           | 7:6(5), 6:3                |
| 2001      | Przemysław Leśniewski      | Maciej Borowiak            | 1:6, 6:2, 6:1              |
| 2002      | Przemysław Leśniewski      | Tomasz Malmiga             | 6:3, 6:3                   |
| 2003      | Piotr Banaś                | Dawid Celt                 | 6:4, 6:4                   |
| 2004      | Karol Urbański             | Paweł Syrewicz             | 7:6, 6:2                   |
| 2005      | Błażej Koniusz             | Piotr Olechowski           | 6:2, 6:3                   |
| 2006      | Wojciech Starakiewicz      | Michał Sekuła              | 6:3, 6:4                   |
| 2007      | Szymon Tatarczyk           | Hubert Gąsiorek            | 6:4, 6:0                   |
| 2008      | Rafał Gozdur               | Tomasz Olfans              | 6:2, 6:3                   |
| 2009      | Maciej Rajski              | Tomasz Olfans              | 6:2, 6:2                   |
| 2010      | Wojciech Lutkowski         | Krzysztof Bartosiewicz     | 0:6, 7:5, 6:3              |
| 2011      | Arkadiusz Kocyła           | Piotr Barański             | 7:6(3), 7:5                |
| 2012      | Piotr Łomacki              | Paweł Ciaś                 | 7:6(8), 4:6, 6:2           |
| 2013      | Kamil Majchrzak            | Phillip Gresk              | 6:2, 6:4                   |
| 2014      | Mateusz Terczyński         | Michał Dembek              | 6:1, 3:6, 7:6(2)           |
| 2015      | Kacper Żuk                 | Piotr Matuszewski          | 6:1, 6:1                   |
| 2016      | Piotr Matuszewski          | Kacper Żuk                 | 6:4, 2:0 krecz             |
| 2017      | Wojciech Marek             | Daniel Michalski           | 2:6, 7:6(1), 6:3           |
| 2018      | Michał Mikuła              | Piotr Galus                | 6:3, 6:2                   |
| 2019      | Mikołaj Lorens             | Marcel Politowicz          | 6:3, 6:3                   |
| 2020      | Maks Kaśnikowski           | Jasza Szajrych             | 6:3, 7:6(5)                |
| 2021      | Maks Kaśnikowski           | Aleksander Orlikowski      | 6:3, 3:6, 6:3              |
| 2022      | Maciej Kos                 | Gabriel Matuszewski        | 6:4, 6:0                   |

### Gra pojedyncza dziewcząt
| Rok       | Zwyciężczyni               | Finalistka                 | Wynik                      |
| --------- | -------------------------- | -------------------------- | -------------------------- |
| 1927–1939 | nie rozegrano              | nie rozegrano              | nie rozegrano              |
| 1940–1944 | mistrzostwa nie odbyły się | mistrzostwa nie odbyły się | mistrzostwa nie odbyły się |
| 1945–1947 | nie rozegrano              | nie rozegrano              | nie rozegrano              |
| 1948      | Krystyna Kubalanka         | Zuzanna Ryczkówna          | 6:3, 6:4                   |
| 1949      | Krystyna Kubalanka         | Zuzanna Ryczkówna          | 6:1, 6:2                   |
| 1950      | Zuzanna Ryczkówna          | Krystyna Kubalanka         | 6:2, 3:6, 6:3              |
| 1951      | Zuzanna Ryczkówna          | Krystyna Kubalanka         | 6:4, 7:5                   |
| 1952      | Barbara Panasiuk           | Zuzanna Ryczkówna          | 6:4, 6:3                   |
| 1953      | Krystyna Gerigkówna        | Danuta Szmidtówna          | 6:3, 1:6, 6:3              |
| 1954      | Barbara Panasiuk           | Lidia Licisówna            | 7:5, 3:6, 6:4              |
| 1955      | Krystyna Filipówna         | Barbara Dańda              | 7:5, 6:3                   |
| 1956      | Barbara Dańda              | Bogna Banaś                | 6:2, 3:6, 6:3              |
| 1957      | Maria Dowborówna           | Wanda Krystówna            | 6:4, 6:3                   |
| 1958      | Krystyna Żmijanka          | Ewa Czuprykówna            | 6:2, 6:2                   |
| 1959      | Teresa Skórkówna           | Wanda Krystówna            | 6:3, 6:1                   |
| 1960      | Hanna Kucharska            | Hanna Kunertówna           | 6:4, 6:4                   |
| 1961      | Danuta Makulska            | Danuta Wieczorkówna        | 6:3, 2:6, 6:4              |
| 1962      | Danuta Makulska            | Danuta Wieczorkówna        | 6:2, 6:4                   |
| 1963      | Danuta Wieczorkówna        | Barbara Kralówna           | 9:7, 6:3                   |
| 1964      | Danuta Wieczorkówna        | Barbara Kralówna           | 7:5, 6:3                   |
| 1965      | Danuta Wieczorkówna        | Barbara Kralówna           | 6:2, 8:6                   |
| 1966      | Barbara Kralówna           | Alina Zdunówna             | 6:2, 6:4                   |
| 1967      | Jolanta Rozalanka          | Elżbieta Kidoniówna        | 6:4, 6:4                   |
| 1968      | Krystyna Pilżyc            | Jolanta Rozala             | 2:6, 6:4, 7:5              |
| 1969      | Elżbieta Ciepka            | Jolanta Rozala             | 6:3, 6:0                   |
| 1970      | Jolanta Rozala             | Maria Wojdała              | 6:4, 6:4                   |
| 1971      | Wanda Rybarczyk            | Małgorzata Rejdych         | 6:2, 6:0                   |
| 1972      | Elżbieta Ślesicka          | Małgorzata Rejdych         | 0:6, 6:3, 6:4              |
| 1973      | Małgorzata Rejdych         | Paulina Kajetanowicz       | 6:4, 6:1                   |
| 1974      | Małgorzata Rejdych         | Małgorzata Bogacka         | 4:6, 6:0, 6:2              |
| 1975      | Małgorzata Rejdych         | Marzenna Sieracka          | 6:2, 6:3                   |
| 1976      | Judyta Słaboszewska        | Marzenna Sieracka          | 1:6, 6:3, 6:2              |
| 1977      | Marzenna Sieracka          | Gabriela Jarosz            | 3:6, 6:4, 6:3              |
| 1978      | Dorota Dziekońska          | Gabriela Jarosz            | 7:6, 1:0 krecz             |
| 1979      | Dorota Dziekońska          | Iwona Kuczyńska            | 7:5, 6:1                   |
| 1980      | Dorota Dziekońska          | Teresa Czekańska           | 6:0, 6:3                   |
| 1981      | Renata Marcinkowska        | Magdalena Witczak          | 6:1, 6:4                   |
| 1982      | Monika Waniek              | Magdalena Witczak          | 4:6, 7:6, 6:1              |
| 1983      | Monika Waniek              | Joanna Sokołowska          | 6:2, 6:0                   |
| 1984      | Monika Waniek              | Renata Wojtkiewicz         | 6:0, 7:6                   |
| 1985      | Monika Waniek              | Ewa Żerdecka               | 6:3, 7:5                   |
| 1986      | Katarzyna Nowak            | Magdalena Mróz             | 6:3, 6:1                   |
| 1987      | Katarzyna Nowak            | Anna Listowska             | 6:3, 6:3                   |
| 1988      | Magdalena Mróz             | Sylwia Czopek              | 6:2, 6:4                   |
| 1989      | Monika Starosta            | Katarzyna Teodorowicz      | 3:6, 6:2, 6:4              |
| 1990      | Anna Moll                  | Małgorzata Listowska       | 7:5, 6:4                   |
| 1991      | Barbara Kozyra             | Małgorzata Listowska       | 6:3, 6:4                   |
| 1992      | Karolina Bułat             | Sylwia Rynarzewska         | 6:4, 6:3                   |
| 1993      | Karolina Bułat             | Dominika Olszewska         | 6:4, 6:1                   |
| 1994      | Katarzyna Strączy          | Ewa Radzikowska            | 2:6, 6:1, 6:3              |
| 1995      | Monika Kasianiuk           | Dominika Gerwin            | 6:2, 6:3                   |
| 1996      | Olga Rejniak               | Marta Jędrzejak            | 7:6, 6:3                   |
| 1997      | Marta Jędrzejak            | Ewelina Augustyniak        | 7:5, 7:6                   |
| 1998      | Dorota Żaboklicka          | Marta Jędrzejak            | 6:2, 6:7, 7:5              |
| 1999      | Monika Schneider           | Monika Gieczys             | 4:6, 6:3, 6:3              |
| 2000      | Magdalena Tokarska         | Aleksandra Kujawska        | 6:3, 6:2                   |
| 2001      | Marta Domachowska          | Katarzyna Pągowska         | 6:2, 6:1                   |
| 2002      | Katarzyna Siwosz           | Alicja Rosolska            | 6:3, 6:2                   |
| 2003      | Anna Korzeniak             | Kinga Kozłowska            | 6:1, 6:4                   |
| 2004      | Patrycja Sanduska          | Karolina Filipiak          | 6:2, 6:3                   |
| 2005      | Magdalena Tokarczyk        | Sylwia Humińska            | 6:2, 6:3                   |
| 2006      | Katarzyna Piter            | Sylwia Zagórska            | 7:5, 6:1                   |
| 2007      | Paula Kania                | Hanna Kapustka             | 6:1, 3:1 krecz             |
| 2008      | Sandra Zaniewska           | Justyna Jegiołka           | 6:1, 7:5                   |
| 2009      | Katarzyna Kaleta           | Karolina Zamiela           | 6:3, 3:0 krecz             |
| 2010      | Klaudia Gawlik             | Sylwia Mikołajczuk         | 6:4, 7:6(3)                |
| 2011      | Paulina Lewandowska        | Zuzanna Maciejewska        | 6:4, 7:6(7)                |
| 2012      | Paulina Czarnik            | Zofia Stanisz              | 6:3, 6:1                   |
| 2013      | Magdalena Fręch            | Marta Kowalska             | 6:3, 6:1                   |
| 2014      | Wiktoria Kulik             | Agata Bieńkowska           | 6:1, 4:6, 6:3              |
| 2015      | Daria Kuczer               | Wiktoria Kulik             | 7:6(4), 6:2                |
| 2016      | Daria Kuczer               | Marcelina Podlińska        | 7:5, 4:6, 7:6(3)           |
| 2017      | Anna Hertel                | Julia Oczachowska          | 7:5, 6:2                   |
| 2018      | Weronika Falkowska         | Weronika Baszak            | 6:3, 4:6, 7:6(5)           |
| 2019      | Weronika Baszak            | Aleksandra Wierzbowska     | 6:7(4), 6:2, 6:0           |
| 2020      | Rozalia Gruszczyńska       | Aleksandra Wierzbowska     | 6:2, 6:2                   |
| 2021      | Daria Górska               | Xenia Lipiec               | 6:0, 6:4                   |
| 2022      | Ada Piestrzyńska           | Daria Górska               | 7:5, 6:2                   |

### Gra podwójna chłopców
| Rok       | Zwycięzcy                                  | Finaliści                                  | Wynik                      |
| --------- | ------------------------------------------ | ------------------------------------------ | -------------------------- |
| 1927      | nie rozegrano                              | nie rozegrano                              | nie rozegrano              |
| 1928      | Zygmunt Czyżowski Witold Horain            | Feltman Mohr                               | 6:3, 6:0                   |
| 1929      | nie rozegrano                              | nie rozegrano                              | nie rozegrano              |
| 1930      | Karol Altschueller Jan Małcużyński         | Samsch Hollaender Rubin                    | 6:3, 6:3                   |
| 1931      | nie rozegrano                              | nie rozegrano                              | nie rozegrano              |
| 1932      | Zbigniew Bełdowski Walenty Bratek          | Andrzej Majewski Czałbowski                | walkower                   |
| 1933–1934 | nie rozegrano                              | nie rozegrano                              | nie rozegrano              |
| 1935      | Jerzy Gottschalk Jan Strzelecki            | Jerzy Połoński Ksawery Tłoczyński          | 8:6, 1:6, 6:4              |
| 1936      | Jerzy Gottschalk Jan Strzelecki            | Lubomir Czajkowski Ksawery Tłoczyński      | 6:3, 6:3                   |
| 1937      | Władysław Borowczak Ksawery Tłoczyński     | Emil Schiff Simon Hauser                   | walkower                   |
| 1938      | Jan Chytrowski Władysław Skonecki          | Andrzej Jurasz Bohdan Tomaszewski          | 6:2, 6:4                   |
| 1939      | Henryk Sioda Bohdan Tomaszewski            | Zdzisław Jeżewski Józef Piątek             | 6:1, 6:3                   |
| 1940–1944 | mistrzostwa nie odbyły się                 | mistrzostwa nie odbyły się                 | mistrzostwa nie odbyły się |
| 1945–1947 | nie rozegrano                              | nie rozegrano                              | nie rozegrano              |
| 1948      | Romuald Kudliński Jan Radzio               | Ryszard Christ Janusz Kwiatek              | 6:3, 6:0                   |
| 1949      | Ryszard Christ Jerzy Kozłowski             | Janusz Kwiatek Zdzisław Żyznowski          | losowanie                  |
| 1950      | Andrzej Licis Teofil Kulawik               | Ryszard Boni Henryk Sebrala                | 9:7, 7:5                   |
| 1951      | Janusz Łuckiewicz Marek Sawaszkiewicz      | J. Barda Jerzy Tomaszewski                 | 6:3, 6:4                   |
| 1952      | Gerard Dietrich Henryk Wilczek             | Janusz Łuckiewicz Marek Sawaszkiewicz      | 2:6, 6:4, 7:5              |
| 1953      | Gerard Dietrich Wiesław Gąsiorek           | Janusz Łuckiewicz Hubert Majewski          | 6:4, 6:4                   |
| 1954      | Wiesław Gąsiorek Ryszard Roszkiewicz       | Hubert Majewski Janusz Wójcik              | 6:2, 6:4                   |
| 1955      | Tadeusz Hadrych Michał Nowicki             | Ernest Dietrich Eugeniusz Siedlecki        | 6:1, 6:2                   |
| 1956      | Józef Białecki Andrzej Zennegg             | Jerzy Gruszczyński Tadeusz Krzywda         | 6:4, 6:1                   |
| 1957      | Zbigniew Lutkowski Maciej Rogoziński       | Witold Joachimowski Stanisław Szczukiewicz | 6:1, 6:2                   |
| 1958      | Piotr Jamroz Andrzej Jopkiewicz            | Andrzej Grudziński Zbigniew Ornowski       | 7:5, 6:2                   |
| 1959      | Wielisław Nowicki Andrzej Szary            | Zbigniew Ornowski Mieczysław Rybarczyk     | 6:2, 9:7                   |
| 1960      | Wiesław Biełanowicz Eryk Bratek            | Jerzy Mierczyński Wielisław Nowicki        | 6:3, 6:3                   |
| 1961      | Mieczysław Kubaty Roman Prystrom           | Wiesław Biełanowicz Eryk Bratek            | 6:1, 6:2                   |
| 1962      | Edward Gawłowski Mieczysław Kubaty         | Krzysztof Depta Krystian Pokładek          | 6:4, 6:2                   |
| 1963      | Tadeusz Nowicki Ryszard Rosiński           | Edward Lewandowski Jacek Supryn            | 5:7, 6:3, 6:2              |
| 1964      | Andrzej Andrzejewski Bronisław Lewandowski | Andrzej Czapracki Leszek Stępowski         | 6:2, 2:6, 6:1              |
| 1965      | Bronisław Lewandowski Czesław Szewczyk     | Marek Graczyk Wiesław Mogiłko              | 6:3, 6:1                   |
| 1966      | Andrzej Czapracki Krzysztof Juchnicki      | Stanisław Kończak Zbigniew Tywonek         | 6:3, 6:3                   |
| 1967      | Andrzej Kidoń Jerzy Lewandowski            | Krzysztof Krauss Zbigniew Tywonek          | 6:2, 6:3                   |
| 1968      | Jerzy Lewandowski Jacek Niedźwiedzki       | Witold Meres Bogdan Rogulski               | 6:3, 9:7                   |
| 1969      | Andrzej Nawrocki Jacek Niedźwiedzki        | Bogdan Rogulski Stanisław Zbonikowski      | 2:6, 6:3, 6:1              |
| 1970      | Janusz Gąsior Andrzej Tyro                 | Wojciech Fibak Roman Palmowski             | 4:6, 8:6, 6:4              |
| 1971      | Janusz Gąsior Andrzej Tyro                 | Krzysztof Kidoń Romuald Szczepanik         | 6:3, 1:6, 6:3              |
| 1972      | Krzysztof Kidoń Romuald Szczepanik         | Jerzy Dobrzański Andrzej Tyro              | 6:4, 6:0                   |
| 1973      | Zbigniew Górszczak Jerzy Jasiński          | Jerzy Giczewski Zenon Rode                 | 6:1, 6:3                   |
| 1974      | Jan Denisiewicz Zenon Rode                 | Kazimierz Gajda Dariusz Kotulski           | 6:2, 6:4                   |
| 1975      | Marek Górny Dariusz Wieczorek              | Robert Brzozowski Dariusz Kotulski         | 7:5, 6:3                   |
| 1976      | Mirosław Najfeld Witold Osoliński          | Andrzej Jagielski Dariusz Kotulski         | 9:11, 7:5, 6:2             |
| 1977      | Robert Brzozowski Jarosław Krajowski       | Andrzej Jagielski Michał Niemiec           | 2:6, 7:5, 9:7              |
| 1978      | Alfred Chrobok Wacław Jarek                | Andrzej Jagielski Tomasz Garliński         | 6:5, 6:4                   |
| 1979      | Piotr Benski Bogdan Hrones                 | Wojciech Bartłomiejczyk Krzysztof Korczak  | 6:4, 6:2                   |
| 1980      | Dariusz Hrynkiewicz Robert Radwański       | Gabriel Kilanowski Andrzej Zwierz          | 7:6, 6:4                   |
| 1981      | Lech Bieńkowski Andrzej Jagielski          | Robert Rudnicki Tomasz Ulatowski           | 7:5, 3:6, 6:2              |
| 1982      | Michał Lewandowski Waldemar Rogowski       | Wojciech Jamroz Tomasz Maliszewski         | 1:6, 6:3, 6:2              |
| 1983      | Piotr Andrzejeszczak Olgierd Hoffman       | Wojciech Jamroz Tomasz Maliszewski         | 6:4, 6:3                   |
| 1984      | Robert Gołębiowski Dariusz Skrzypczak      | Wojciech Jamroz Tomasz Maliszewski         | 7:6, 3:6, 7:5              |
| 1985      | Marek Kaczyński Maciej Mikita              | Grzegorz Garczyński Wojciech Schefke       | 6:4, 6:3                   |
| 1986      | Mikołaj Łuczak Szymon Maćkowiak            | Grzegorz Garczyński Tomasz Schefke         | 6:7, 7:5, 6:4              |
| 1987      | Maciej Kost Lech Sidor                     | Paweł Domański Marek Harasymowicz          | 6:1, 6:0                   |
| 1988      | Paweł Domański Marek Harasymowicz          | Paweł Stadniczenko Artur Szostaczko        | 6:2, 6:4                   |
| 1989      | Rafał Rachalewski Robert Wójcik            | Michał Baczyński Marcin Wieczorek          | 6:7, 6:4, 7:5              |
| 1990      | Piotr Baranowski Grzegorz Malawski         | Przemysław Branicki Paweł Meres            | 6:2, 7:5                   |
| 1991      | Piotr Baranowski Grzegorz Malawski         | Rafał Paluch Dariusz Wesołowski            | 6:3, 5:7, 6:2              |
| 1992      | Bernard Kaczorowski Adam Skrzypczak        | Michał Gawłowski Piotr Żurawiecki          | 6:3, 6:1                   |
| 1993      | Dariusz Bandurowski Michał Gawłowski       | Bernard Kaczorowski Piotr Żurawiecki       | 7:6(3), 6:3                |
| 1994      | Wojciech Mincberg Marcel Mizerski          | Rafał Jurowski Krystian Pfeiffer           | 6:4, 6:1                   |
| 1995      | Maciej Domka Piotr Szczepanik              | Filip Anioła Marek Durski                  | 6:3, 6:4                   |
| 1996      | Filip Anioła Marek Durski                  | Bartosz Kołdej Kamil Lewandowicz           | 6:4, 6:3                   |
| 1997      | Maciej Diłaj Tomasz Wawrzyniak             | Adam Bukiel Krzysztof Długi                | 7:5, 5:7, 7:5              |
| 1998      | Mariusz Fyrstenberg Sebastian Rutka        | Krzysztof Kwinta Marcin Matkowski          | 6:2, 6:4                   |
| 1999      | Marcin Matkowski Sebastian Rutka           | Łukasz Pelowski Filip Urban                | 4:6, 6:2, 6:4              |
| 2000      | Andrzej Grusiecki Radosław Nijaki          | Łukasz Pelowski Filip Urban                | 6:1, 6:1                   |
| 2001      | Wojciech Gawlak Marcin Maszczyk            | Paweł Diłaj Piotr Diłaj                    | 6:2, 6:1                   |
| 2002      | Paweł Diłaj Piotr Diłaj                    | Marek Gębicki Dawid Kuczer                 | 7:6(3), 6:4                |
| 2003      | Piotr Banaś Dawid Celt                     | Maciej Bogusz Jakub Dybała                 | 6:0, 7:5                   |
| 2004      | Mateusz Kowalczyk Przemysław Stęc          | Kacper Owsian Michał Walków                | 3:6, 6:4, 6:2              |
| 2005      | Błażej Koniusz Piotr Zieliński             | Maciej Ochociński Dawid Piątkowski         | 6:4, 7:5                   |
| 2006      | Kacper Procki Wojciech Starakiewicz        | Bartosz Jóźwiak Marcin Omieciński          | 7:5, 6:0                   |
| 2007      | Paweł Poziomski Szymon Tatarczyk           | Mariusz Jóźwicki Tomasz Piekart            | 6:3, 6:3                   |
| 2008      | Bartłomiej Fedyna Rafał Gozdur             | Mariusz Jóźwicki Tomasz Piekart            | 7:5, 6:2                   |
| 2009      | Patryk Janik Marcel Stach                  | Bartosz Sawicki Wojciech Urban             | 4:6, 6:3, 10–8             |
| 2010      | Krzysztof Bartosiewicz Marcin Hołowiński   | Piotr Barański Jakub Tokarz                | 6:1, 6:1                   |
| 2011      | Patryk Pydyszewski Zbyszko Siekierczak     | Tomasz Sołtyka Jakub Tokarz                | 6:1, 4:6, 10–8             |
| 2012      | Kamil Gajewski Szymon Walków               | Julian Turosiński Jan Zieliński            | 6:3, 6:4                   |
| 2013      | Phillip Gresk Kamil Majchrzak              | Piotr Łomacki Szymon Walków                | 4:6, 6:2, 10–7             |
| 2014      | Michał Dembek Patryk Królik                | Mateusz Piątek Łukasz Zapała               | 6:4, 6:0                   |
| 2015      | Piotr Matuszewski Kacper Żuk               | Patryk Królik Mateusz Smolicki             | 6:2, 6:4                   |
| 2016      | Piotr Matuszewski Kacper Żuk               | Jakub Grzegorczyk Michał Sikorski          | 3:1 krecz                  |
| 2017      | Tomasz Dudek Daniel Michalski              | Mikołaj Lorens Dawid Taczała               | 7:6(4), 6:0                |
| 2018      | Tomasz Dudek Michał Mikuła                 | Piotr Galus Krzysztof Wetoszka             | 6:3, 6:4                   |
| 2019      | Wojciech Kasperski Szymon Kielan           | Jasza Szajrych Michał Wargocki             | 5:7, 6:4, 10–4             |
| 2020      | Piotr Kusiewicz Marcel Politowicz          | Maks Kaśnikowski Aleksander Orlikowski     | 3:6, 6:3, 10–7             |
| 2021      | Maks Kaśnikowski Aleksander Orlikowski     | Jonasz Dziopak Kacper Szymkowiak           | 6:3, 6:2                   |
| 2022      | Piotr Czaczkowski Gabriel Matuszewski      | Maciej Kos Kacper Szymkowiak               | 4:6, 6:3, 10–5             |

### Gra podwójna dziewcząt
| Rok       | Zwyciężczynie                              | Finalistki                               | Wynik                      |
| --------- | ------------------------------------------ | ---------------------------------------- | -------------------------- |
| 1927–1939 | nie rozegrano                              | nie rozegrano                            | nie rozegrano              |
| 1940–1944 | mistrzostwa nie odbyły się                 | mistrzostwa nie odbyły się               | mistrzostwa nie odbyły się |
| 1945–1950 | nie rozegrano                              | nie rozegrano                            | nie rozegrano              |
| 1951      | Lidia Licisówna Zuzanna Ryczkówna          | Krystyna Gerigkówna Lidia Wilbikówna     | walkower                   |
| 1952      | Lidia Licisówna Zuzanna Ryczkówna          | Jolanta Moraczewska Barbara Panasiuk     | 6:2, 6:3                   |
| 1953      | nie rozegrano                              | nie rozegrano                            | nie rozegrano              |
| 1954      | Barbara Dańda Krystyna Filipówna           | Barbara Panasiuk Jolanta Moraczewska     | 11:9, 6:2                  |
| 1955      | Barbara Dańda Ewa Fogelman                 | Krystyna Filipówna Barbara Panasiuk      | 6:1, 6:2                   |
| 1956      | Barbara Dańda Krystyna Szerankowska        | Bogna Banaś Krystyna Żmijanka            | 6:1, 6:4                   |
| 1957      | Wanda Krystówna Krystyna Żmijanka          | Maria Dowborówna Hanna Kunertówna        | 6:3, 6:2                   |
| 1958      | Wanda Krystówna Krystyna Żmijanka          | Krystyna Popławska Teresa Skórkówna      | 6:2, 6:3                   |
| 1959      | Wanda Krystówna Teresa Skórkówna           | Maria Nowopolska Krystyna Popławska      | 7:5, 6:4                   |
| 1960      | Hanna Kunertówna Teresa Skórkówna          | Hanna Kucharska Danuta Makulska          | 4:6, 6:3, 6:3              |
| 1961      | Alicja Sowianka Danuta Wieczorkówna        | Danuta Makulska Maria Szmidtówna         | 9:7, 6:2                   |
| 1962      | Danuta Wieczorkówna Alina Zdunówna         | Danuta Makulska Maria Szmidtówna         | 6:1, 6:3                   |
| 1963      | Danuta Makulska Danuta Wieczorkówna        | Barbara Kralówna Alina Zdunówna          | 6:2, 6:1                   |
| 1964      | Ilona Fudalówna Danuta Wieczorkówna        | Barbara Kralówna Alina Zdunówna          | 4:6, 6:3, 6:4              |
| 1965      | Barbara Kralówna Danuta Wieczorkówna       | Ilona Fudalówna Alina Zdunówna           | 2:6, 7:5, 6:1              |
| 1966      | Ilona Fudalówna Alina Zdunówna             | Elżbieta Ciepka Grażyna Torowska         | 6:1, 6:0                   |
| 1967      | Ewa Garbaczówna Jolanta Rozalanka          | Elżbieta Kidoniówna Krystyna Pilżycówna  | 6:3, 6:0                   |
| 1968      | Elżbieta Ciepka Grażyna Torowska           | Ewa Garbacz Jolanta Rozala               | 6:4, 6:4                   |
| 1969      | Hanna Mogilnicka Jolanta Rozala            | Elżbieta Ciepka Grażyna Torowska         | 1:6, 6:4, 6:3              |
| 1970      | Monika Banaszak Jolanta Rozala             | Ewa Bruchman Wanda Rybarczyk             | 6:3, 6:2                   |
| 1971      | Ewa Bruchman Wanda Rybarczyk               | Elżbieta Ślesicka Ewa Trzos              | 6:2, 6:2                   |
| 1972      | Bożena Para Małgorzata Rejdych             | Elżbieta Ślesicka Ewa Trzos              | 6:1, 7:5                   |
| 1973      | Paulina Kajetanowicz Małgorzata Rejdych    | Teresa Ćwierz Kamila Jednaka             | 6:1, 6:1                   |
| 1974      | Paulina Kajetanowicz Małgorzata Rejdych    | Małgorzata Bogacka Barbara Kocyga        | 4:6, 6:0, 8:6              |
| 1975      | Paulina Kajetanowicz Małgorzata Rejdych    | Ewa Garlińska Judyta Słaboszewska        | 6:2, 6:0                   |
| 1976      | Paulina Kajetanowicz Marzenna Sieracka     | Urszula Chmielnicka Barbara Sikorska     | 6:1, 6:2                   |
| 1977      | Urszula Chmielnicka Marzenna Sieracka      | Dorota Dziekońska Gabriela Jarosz        | 3:6, 6:4, 6:3              |
| 1978      | Dorota Dziekońska Gabriela Jarosz          | Iwona Kuczyńska Marzena Sieracka         | 7:5, 4:6, 6:1              |
| 1979      | Barbara Gardynik Iwona Kuczyńska           | Małgorzata Harań Monika Sikora           | 6:1, 6:2                   |
| 1980      | Teresa Czekańska Dorota Dziekońska         | Monika Lech Katarzyna Ślęczek            | 6:1, 6:2                   |
| 1981      | Monika Lech Katarzyna Ślęczek              | Renata Marcinkowska Monika Waniek        | 6:7, 6:2, 6:2              |
| 1982      | Jolanta Gawin Katarzyna Ślęczek            | Beata Bustowicz Bożena Odachowska        | 4:6, 6:1, 6:2              |
| 1983      | Zofia Maliszewska Małgorzata Serwińska     | Dorota Symerjak Renata Wojtkiewicz       | 7:5, 6:1                   |
| 1984      | Małgorzata Wittwer Ewa Żerdecka            | Anna Listowska Beata Niedziałek          | 2:6, 6:1, 6:4              |
| 1985      | Anna Listowska Beata Niedziałek            | Ewa Gaszewska Monika Waniek              | 6:3, 6:3                   |
| 1986      | Anna Listowska Beata Niedziałek            | Iwona Dołęga Małgorzata Wittwer          | 6:1, 6:1                   |
| 1987      | Anna Listowska Beata Niedziałek            | Justyna Międzybłocka Katarzyna Nowak     | 6:0, 6:2                   |
| 1988      | Sylwia Czopek Katarzyna Smolik             | Joanna Nazarewicz Katarzyna Teodorowicz  | 6:2, 6:1                   |
| 1989      | Marcela Kowanda Katarzyna Teodorowicz      | Danuta Herda Hanna Kuklińska             | 6:1, 6:3                   |
| 1990      | Barbara Hladiak Agata Werblińska           | Iwona Arkuszewska Anna Moll              | 6:2, 6:1                   |
| 1991      | Małgorzata Listowska Małgorzata Suchoń     | Barbara Kozyra Katarzyna Mościńska       | 6:2, 2:6, 6:3              |
| 1992      | Karolina Bułat Małgorzata Galicka          | Agnieszka Bek Anna Bek                   | 6:3, 6:4                   |
| 1993      | Karolina Bułat Małgorzata Galicka          | Dominika Olszewska Joanna Gozdek         | 6:2, 1:6, 6:4              |
| 1994      | Zuzanna Borucka Ewa Radzikowska            | Monika Gibaszek Monika Kasianiuk         | 6:4, 6:4                   |
| 1995      | Monika Gibaszek Monika Kasianiuk           | Dorota Głowacka Karolina Głowacka        | 6:2, 7:5                   |
| 1996      | Aleksandra Bojzan Marta Jędrzejak          | Agnieszka Babicka Dorota Falęta          | 6:1, 5:7, 6:3              |
| 1997      | Aleksandra Durska Marlena Maciołek         | Aleksandra Bojzan Marta Jędrzejak        | 5:7, 6:4, 6:3              |
| 1998      | Monika Schneider Magdalena Wojdyło         | Paulina Janus Dorota Żaboklicka          | walkower                   |
| 1999      | Dagmara Bednarczyk Anna Dolińska           | Joanna Furdyna Aleksandra Kujawska       | 4:6, 6:2, 6:4              |
| 2000      | Wioletta Kaczmarek Katarzyna Porada        | Weronika Błoczyńska Anna Powąska         | 6:3, 7:6(8)                |
| 2001      | Natalia Bzdęga Wioletta Kaczmarek          | Katarzyna Krasińska Urszula Matusiak     | 6:1, 6:3                   |
| 2002      | Alicja Rosolska Aleksandra Rosolska        | Weronika Błoczyńska Maria Braniecka      | 6:2, 6:1                   |
| 2003      | Anna Korzeniak Katarzyna Mielczarek        | Patrycja Komarska Aneta Turaj            | 4:6, 6:4, 6:3              |
| 2004      | Klaudyna Kasztelaniec Agnieszka Radwańska  | Natalia Bubień Kinga Kozłowska           | 6:4, 2:6, 6:4              |
| 2005      | Dominika Koćwin Alina Orcholska            | Ewa Szatkowska Magdalena Tokarczyk       | 2:6, 7:5, 7:6(4)           |
| 2006      | Katarzyna Piter Sylwia Zagórska            | Marta Jeż Dominika Koćwin                | 6:0, 6:0                   |
| 2007      | Paula Kania Sylwia Zagórska                | Hanna Kapustka Martyna Majewska          | 6:3, 6:0                   |
| 2008      | Martyna Darczuk Marika Teledzińska         | Julia Jagodzińska Maja Kazimieruk        | 7:6(2), 6:4                |
| 2009      | Natalia Kozel Sylwia Mikołajczuk           | Barbara Pietrkiewicz Patrycja Przybylska | 6:3, 7:5                   |
| 2010      | Natalia Kozel Sylwia Mikołajczuk           | Paulina Czarnik Katarzyna Kaleta         | 6:7(4), 6:3, 10–3          |
| 2011      | Zuzanna Maciejewska Bogna Nowicka          | Justyna Pająk Magdalena Stencel          | 6:2, 6:1                   |
| 2012      | Justyna Pająk Magdalena Stencel            | Iga Odrzywołek Adrianna Rosik            | 6:1, 7:6(6)                |
| 2013      | Marta Kowalska Katarzyna Pyka              | Iga Odrzywołek Zofia Stanisz             | 6:4, 6:1                   |
| 2014      | Patrycja Maślanka Joanna Zawadzka          | Wiktoria Kulik Karolina Silwanowicz      | 1:6, 7:6(7), 10–4          |
| 2015      | Daria Kuczer Wiktoria Kulik                | Sonia Grzywocz Patrycja Maślanka         | 4:6, 6:1, 10–8             |
| 2016      | Daria Kuczer Adrianna Sosnowska            | Dominika Paczena Marcelina Podlińska     | 6:1, 6:2                   |
| 2017      | Marcelina Podlińska Karolina Wiśniewska    | Karolina Jaśkiewicz Adrianna Sosnowska   | 6:4, 7:6(3)                |
| 2018      | Laura Duhl Magdalena Hędrzak               | Zofia Podbioł Julia Wędrocha             | 6:2, 6:3                   |
| 2019      | Zuzanna Szczepańska Aleksandra Wierzbowska | Alicja Formella Rozalia Gruszczyńska     | 6:2, 6:4                   |
| 2020      | Zuzanna Szczepańska Aleksandra Wierzbowska | Alicja Formella Rozalia Gruszczyńska     | 3:6, 6:0, 12–10            |
| 2021      | Olga Gołaś Xenia Lipiec                    | Anastasia Bozova Zuzanna Kubacha         | 6:3, 3:6, 10–6             |
| 2022      | Olivia Bergler Zuzanna Frankowska          | Martyna Piechowicz Aleksandra Węgrzyn    | 6:3, 6:1                   |

### Gra mieszana
| Rok       | Zwycięzcy                                | Finaliści                                 | Wynik                      |
| --------- | ---------------------------------------- | ----------------------------------------- | -------------------------- |
| 1927–1939 | nie rozegrano                            | nie rozegrano                             | nie rozegrano              |
| 1940–1944 | mistrzostwa nie odbyły się               | mistrzostwa nie odbyły się                | mistrzostwa nie odbyły się |
| 1945–1950 | nie rozegrano                            | nie rozegrano                             | nie rozegrano              |
| 1951      | Krystyna Kubalanka Marek Sawaszkiewicz   | Zuzanna Ryczkówna Henryk Wilczek          | 6:4, 8:6                   |
| 1952      | Zuzanna Ryczkówna Henryk Wilczek         | Ewa Fogelman Stanisław Pieczonka          | 6:0, 6:0                   |
| 1953      | Krystyna Gerigkówna Janusz Łuckiewicz    | Ewa Fogelman Andrzej Zofiński             | 6:2, 4:6, 6:2              |
| 1954      | Barbara Panasiuk Hubert Majewski         | Krystyna Szerankowska Ryszard Roszkiewicz | 3:6, 7:5, 6:2              |
| 1955      | Krystyna Filipówna Michał Nowicki        | Ewa Fogelman Stanisław Kopacz             | 6:4, 4:6, 6:3              |
| 1956      | Barbara Dańda Andrzej Zennegg            | Krystyna Szerankowska Piotr Jamroz        | 6:4, 6:3                   |
| 1957      | Krystyna Żmijanka Witold Trytko          | Maria Dowborówna Wojciech Kossin          | 8:6, 6:4                   |
| 1958      | Krystyna Popławska Piotr Jamroz          | Krystyna Żmijanka Eryk Bratek             | 6:3, 6:4                   |
| 1959      | Ewa Nowopolska Wielisław Nowicki         | Krystyna Popławska Augustyn Mach          | 6:3, 6:4                   |
| 1960      | Barbara Ryziewicz Wielisław Nowicki      | Hanna Kucharska Roman Prystrom            | 6:2, 6:8, 7:5              |
| 1961      | Danuta Wieczorkówna Wiesław Biełanowicz  | Danuta Makulska Mieczysław Kubaty         | 6:4, 1:6, 6:4              |
| 1962      | Danuta Makulska Mieczysław Kubaty        | Danuta Wieczorkówna Jacek Orzeł           | 6:2, 6:3                   |
| 1963      | Danuta Makulska Tadeusz Nowicki          | Irena Bulińska Andrzej Niziołek           | 6:0, 7:5                   |
| 1964      | Ilona Fudalówna Konrad Fudala            | Alina Zdunówna Bronisław Lewandowski      | 7:5, 7:5                   |
| 1965      | Alina Zdunówna Bronisław Lewandowski     | Ilona Fudalówna Krzysztof Juchnicki       | 8:6, 8:6                   |
| 1966      | Ilona Fudalówna Krzysztof Juchnicki      | Barbara Kralówna Andrzej Czapracki        | 9:7, 3:6, 6:0              |
| 1967      | Ewa Garbaczówna Witold Meres             | Krystyna Pilżycówna Jacek Niedźwiedzki    | 10:8, 6:4                  |
| 1968      | Jolanta Rozala Witold Meres              | Krystyna Pilżyc Jacek Niedźwiedzki        | 6:4, 5:7, 7:5              |
| 1969      | Jolanta Rozala Wojciech Fibak            | Wanda Rybarczyk Jacek Niedźwiedzki        | 6:2, 6:2                   |
| 1970      | Jolanta Rozala Wojciech Fibak            | Renata Kozłowska Zbigniew Wiśniewski      | 6:4, 7:5                   |
| 1971      | Barbara Dyrda Janusz Gąsior              | Elżbieta Ślesicka Piotr Burczyński        | 6:4, 5:7, 6:4              |
| 1972      | Małgorzata Rejdych Jerzy Jasiński        | Elżbieta Ślesicka Błażej Załuska          | 6:4, 5:7, 6:4              |
| 1973      | Małgorzata Rejdych Jerzy Jasiński        | Ilona Perko Zenon Rode                    | 6:4, 6:4                   |
| 1974      | Małgorzata Rejdych Zenon Rode            | Paulina Kajetanowicz Dariusz Kotulski     | 6:3, 7:5                   |
| 1975      | Małgorzata Rejdych Dariusz Kotulski      | Barbara Kocyga Marek Górny                | 6:4, 6:2                   |
| 1976      | Judyta Słaboszewska Michał Niemiec       | Paulina Kajetanowicz Dariusz Kotulski     | 9:7, 3:6, 6:2              |
| 1977      | nie rozegrano                            | nie rozegrano                             | nie rozegrano              |
| 1978      | Marzenna Sieracka Andrzej Jagielski      | Małgorzata Kaczyńska Tomasz Garliński     | 6:3, 6:3                   |
| 1979      | nie rozegrano                            | nie rozegrano                             | nie rozegrano              |
| 1980      | Dorota Dziekońska Marek Owsianka         | Katarzyna Ślęczek Robert Radwański        | 6:2, 6:0                   |
| 1981      | Monika Lech Lech Bieńkowski              | Katarzyna Ślęczek Marcin Moszczak         | 6:4, 7:5                   |
| 1982      | Magdalena Witczak Lech Bieńkowski        | Monika Waniek Waldemar Rogowski           |                            |
| 1983      | Magdalena Witczak Sławomir Kerber        | Monika Waniek Jacek Kasperowski           | 6:2, 1:6, 6:2              |
| 1984      | Beata Gumuła Wojciech Kowalski           | Małgorzata Serwińska Wojciech Jamroz      | 6:0, krecz                 |
| 1985      | Małgorzata Serwińska Wojciech Jamroz     | Monika Waniek Krzysztof Gańszczyk         | 6:7, 6:4, 7:5              |
| 1986      | Katarzyna Nowak Tomasz Iwański           | Sylwia Czopek Krzysztof Gańszczyk         |                            |
| 1987      | Anna Listowska Lech Sidor                | Izabela Wasiutyńska Michał Wasiutyński    | 6:2, 6:0                   |
| 1988      | Sylwia Czopek Bartłomiej Dąbrowski       | Magdalena Mróz Maciej Pieczonka           | 6:3, 6:3                   |
| 1989      | Małgorzata Listowska Cezary Zawal        | Iwona Jurowska Dariusz Kowal              | 6:3, 3:2 krecz             |
| 1990      | Małgorzata Suchoń Bartłomiej Kwiatkowski | Agata Bednarska Rafał Paluch              | 6:4, 6:1                   |
| 1991      | Katarzyna Malec Piotr Baranowski         | Monika Drumlak Tomasz Bobecki             | 6:1, 6:0                   |
| 1992      | Anna Moll Bernard Kaczorowski            | Sylwia Rynarzewska Michał Gawłowski       | 4:6, 6:1, 6:0              |
| 1993      | Karolina Bułat Michał Gawłowski          | Sylwia Rynarzewska Maciej Lubiak          | 7:6(4), 6:2                |
| 1994      | Monika Kasianiuk Piotr Chmielewski       | Dominika Olszewska Krzysztof Możyszek     | 6:2, 6:4                   |
| 1995      | Dominika Gerwin Michał Chmela            | Monika Kasianiuk Krystian Pfeiffer        | 6:2, 4:6, 6:3              |
| 1996      | Paulina Janus Kamil Lewandowicz          | Tatiana Wietrzykowska Filip Anioła        | 6:4, 7:5                   |
| 1997      | Marta Jędrzejak Tomasz Romanowski        | Katarzyna Finkowska Kamil Lewandowicz     | walkower                   |
| 1998      | Patrycja Hubl Krzysztof Kwinta           | Dorota Żaboklicka Mariusz Fyrstenberg     | 7:6(3), 6:2                |
| 1999      | Dorota Żaboklicka Andrzej Grusiecki      | Dagmara Bednarczyk Łukasz Cyrański        | 6:2, 6:2                   |
| 2000      | Magdalena Wojdyło Łukasz Pelowski        | Anna Rynarzewska Radosław Nijaki          | 6:3, 7:5                   |
| 2001      | Marta Domachowska Michał Piotrowski      | Natalia Bzdęga Aleksander Charpantidis    | 6:3, 6:1                   |
| 2002      | Alicja Rosolska Dawid Kuczer             | Anna Powąska Michał Piotrowski            | 6:4, 6:1                   |
| 2003      | Patrycja Sanduska Jakub Dybała           | Marta Marcinkowska Piotr Zalewski         | 6:3, 7:6(3)                |
| 2004      | Karolina Filipiak Kacper Owsian          | Kinga Kozłowska Michał Walków             | 6:4, 6:3                   |
| 2005      | Magdalena Tokarczyk Jakub Żurawski       | Ewa Szatkowska Michał Sekuła              | 6:0, 6:4                   |
| 2006      | Marta Jeż Marek Mrozek                   | Agnieszka Żak Michał Sekuła               | 6:2, 6:4                   |
| 2007      | Sylwia Zagórska Hubert Gąsiorek          | Maja Kazimieruk Mariusz Jóźwicki          | 6:4, 6:2                   |
| 2008      | Sandra Podolak Tomasz Piekart            | Martyna Darczuk Bartosz Rosłoński         | 6:1, 6:2                   |
| 2009      | Katarzyna Kaleta Bartosz Sawicki         | Martyna Darczuk Wojciech Lutkowski        | 6:3, 7:5                   |
| 2010      | Katarzyna Kaleta Krzysztof Bartosiewicz  | Sylwia Mikołajczuk Wojciech Lutkowski     | 6:2, 6:7(3), 12–10         |
| 2011      | Bogna Nowicka Zbyszko Siekierczak        | Joanna Nalborska Arkadiusz Kocyła         | 1:6, 6:4, 10–4             |
| 2012      | Magdalena Stencel Jan Zieliński          | Iga Odrzywołek Paweł Ciaś                 | 6:3, 6:3                   |
| 2013      | Iga Odrzywołek Phillip Gresk             | Karolina Snita Kamil Majchrzak            | 4:6, 7:5, 10–2             |
| 2014      | Oliwia Szymczuch Mateusz Smolicki        | Agata Borgman Karol Krawczyński           | 6:3, 6:1                   |
| 2015      | Constanze Stepan Patryk Królik           | Alicja Sierzputowska Kacper Żuk           | 6:4, 4:6, 10–7             |
| 2016      | Oliwia Szymczuch Piotr Śmietana          | Dorota Szczygielska Paweł Jankowiak       | 5:7, 6:0, 10–4             |
| 2017      | Adrianna Sosnowska Dawid Taczała         | Zuzanna Wilk Michał Sikorski              | 6:1, 6:2                   |
| 2018      | Weronika Falkowska Mikołaj Lorens        | Marta Jaśkiewicz Piotr Galus              | 6:2, 6:3                   |
| 2019      | Zuzanna Szczepańska Piotr Pawlak         | Magdalena Hędrzak Szymon Kielan           | 7:6(5), 6:1                |
| 2020      | Laura Duhl Szymon Kielan                 | Zuzanna Szczepańska Dawid Wiśniewski      | 7:5, 6:7(4), 11–9          |
| 2021      | Anastasia Bozova Aleksander Orlikowski   | Daria Górska Piotr Siekanowicz            | 6:4, 3:6, 10–6             |
| 2022      | Olivia Bergler Nikodem Barcik            | Karolina Skowrońska Filip Bojko           | 6:3, 6:2                   |